# Tiora caeruleagrisea
Tiora caeruleagrisea är en fjärilsart som beskrevs av Sheldon 1914. Tiora caeruleagrisea ingår i släktet Tiora och familjen juvelvingar. Inga underarter finns listade i Catalogue of Life.